# Апопка (Флорида)
Апопка (енгл. Apopka) град је у америчкој савезној држави Флорида. По попису становништва из 2010. у њему је живело 41.542 становника.

## Демографија
Према попису становништва из 2010. у граду је живело 41.542 становника, што је 14.900 (55,9%) становника више него 2000. године.
| Група             | 2000.          | 2010.          |
| Белци             | 16.780 (63,0%) | 20.553 (49,5%) |
| Афроамериканци    | 4.145 (15,6%)  | 8.586 (20,7%)  |
| Азијати           | 503 (1,9%)     | 1.331 (3,2%)   |
| Хиспаноамериканци | 4.817 (18,1%)  | 10.548 (25,4%) |
| Укупно            | 26.642         | 41.542         |